# William M. Evarts
William M. Evarts (n. 6 februarie 1818 - d. 28 februarie 1901) a fost un politician american, Secretar de Stat al Statelor Unite între 1877 și 1881.